# Сомонійон (імені Мір Саїда Алії Хамадоні район)
Сомонійо́н (тадж. Сомониён) — село у складі Хатлонської області Таджикистану. Входить до складу джамоату імені Саїдкула Турдієва району імені Мір Саїда Алії Хамадоні.
Село розташоване на одній із проток річки Пяндж та на арику Дехкан.
Село назване на честь Саманідів. Колишня назва — Метінтугай, сучасна — з 11 грудня 2012 року.
Населення — 4365 осіб (2010; 4326 в 2009, 2880 в 1981).
Національний склад станом на 1981 рік — таджики.